# Shenmue (jeu vidéo)
Pour la série de jeux vidéo, voir Shenmue.
Shenmue (シェンムー 一章 横須賀, Shenmū Isshō: Yokosuka) est un jeu vidéo d'aventure en monde ouvert développé par Sega-AM2 pour la version originale et par d3t pour la version HD, produit et réalisé par Yū Suzuki et édité par Sega. Il sort sur Dreamcast en 1999, au Japon, puis en novembre 2000 aux États-Unis et enfin en décembre 2000 en Europe. Il s'agit du premier épisode de la série Shenmue, il couvre le premier chapitre de la série, qui se passe au Japon à Yokosuka. S'auto-caractérisant premier jeu du genre FREE (pour full reactive eyes entertainment), il a incontestablement révolutionné l'industrie vidéoludique avec une dimension de liberté jusqu'alors jamais atteinte et une mise en scène d'un réalisme remarquable.
Shenmue est constitué d'environnements 3D en monde ouvert entrecoupés de combats free fight et de quick time event (abrégé QTE ou action contextuelle en français). Il comprend également des éléments de jeu de rôle, simulation de vie et de jeux de simulation sociale. L'environnement est travaillé avec un système de jour et de nuit, des effets météorologiques variables, des personnages non-joueurs avec leurs propres vies, et des éléments interactifs tels que des distributeurs de canette, des salles d'arcade et des mini-jeux. L'histoire suit un adolescent Ryo Hazuki élève en art martial qui, après le meurtre de son père, a soif de vengeance dans cette ville japonaise des années 1980.
Yū Suzuki après le développement de plusieurs jeux d'arcade de Sega à succès, y compris Hang-On, Out Run et Virtua Fighter, a voulu créer une expérience de jeu unique. Son équipe a commencé à travailler sur un jeu de rôle pour la console Sega Saturn fondé sur l'univers de Virtua Fighter. En 1997, le développement est poursuivi sur Dreamcast, le jeu est nommé Shenmue et la connexion avec l'univers de Virtua Fighter est abandonnée. Il est devenu le jeu vidéo le plus cher jamais développé lors de sa sortie, avec un coût de 47 millions de dollars, coûts de développement et de commercialisation compris, bien qu'une partie du budget a servi à la suite Shenmue II (2001).
Shenmue a reçu de nombreuses critiques positives, principalement pour ses graphismes, sa bande son, son réalisme et ses ambitions. Il est aussi critiqué, notamment du fait de son rythme qui est parfois lent. Il est devenu culte, apparaissant dans plusieurs classements regroupant les « meilleurs jeux vidéo de tous les temps », et est cité comme étant le pionnier des jeux modernes principalement pour les QTE et son monde ouvert. Le jeu s'écoule à 1,2 million d'exemplaires, ce qui en fait un échec commercial vis-à-vis des ambitions du titre.
La production de Dreamcast ayant été arrêtée prématurément, le jeu n'a pas reçu le succès escompté, et il est donc devenu assez rare par la suite. Ajouté à cela, Sega annule le développement de la série après la sortie de Shenmue II. Il n'en faut pas plus pour que le jeu et la série Shenmue deviennent des icônes du jeu vidéo. En juillet 2015, Suzuki et Ys Net commencent à développer Shenmue III pour PlayStation 4 et PC après une campagne de financement participatif couronnée de succès.
Une compilation des deux épisodes de la série intitulée Shenmue 1 & 2 est sortie le 21 août 2018 sur Windows, PlayStation 4 et Xbox One.

## Contexte historique
À la fin des années 1990, les sociétés qui dominent le marché des consoles de jeu se livrent une guerre sans merci. Chaque fois que Sony, Nintendo ou Sega frappe fort avec un jeu ou une console, ses deux concurrents répondent par un produit similaire adapté à son propre savoir-faire, ce phénomène s’étant considérablement amplifié depuis l’accession de Sony au premier plan. Ainsi en 1997, lorsque le jeu Final Fantasy VII sort sur PlayStation. Nintendo a misé en 1998 sur The Legend of Zelda: Ocarina of Time.
Chez Sega, c’est le passage réussi de Panzer Dragoon dans le camp des RPG avec Panzer Dragoon Saga qui a joué ce rôle, mais l’échec de la Saturn a empêché ce titre de s’imposer sur le plan commercial. La Dreamcast ayant beaucoup mieux réussi son entrée sur le marché, Sega décide fin 1999 de jouer son va-tout sur son développeur le plus prolifique et talentueux : Yū Suzuki (né en 1958), l’homme à l’origine des plus gros succès de l'éditeur en salles d’arcade depuis 1983 (After Burner, Out Run, Super Hang-On, Space Harrier, Virtua Fighter, etc.). Suzuki peut être l’homme de la situation, avec l’aide d’un énorme budget de développement, évalué d'abord à 70 millions de dollars, puis rétabli en 2011 à 47 millions de dollars, une somme colossale pour l'époque.
Son projet, Shenmue, se déroulera sur un minimum de trois épisodes au sein desquels seraient répartis tous les chapitres du scénario, qui comprend une quantité de personnages et de situations sans précédent. Yū Suzuki a d'ailleurs imaginé le terme de FREE (Full Reactive Eyes Entertainment, « loisir pour les yeux entièrement réactif » en français) pour définir le style auquel appartenait le jeu.

## Trame
Le jeu se différencie des jeux de rôle japonais traditionnels ou des autres jeux d'exploration par son histoire et son univers, qui se veulent tous les deux très réalistes. Shenmue se place dans une catégorie à part, loin de tout ce qui avait pu se faire à l'époque. Le jeu se déroule en novembre 1986 dans une ville japonaise fidèlement reproduite.

### Univers
Shenmue se déroule dans la ville de Yokosuka au Japon. Le jeu s'établit dans un univers urbain, la ville étant découpée en quatre quartiers qui sont des reproductions en trois dimensions plus ou moins réalistes et fidèles de lieux existant réellement. Le jeu se déroule donc dans les quartiers Yamanose, Sakuragaoka, Dobuita et dans le port Amihama.
Yamanose est le quartier où se trouvent le dojo Hazuki et la maison du héros principal. C'est un quartier résidentiel, le joueur n'aura pas grand-chose à faire dans ce quartier pendant son aventure. Le quartier Sakuragaoka est le second quartier que Ryo visite. Il s'agit là aussi d'une zone résidentielle, mais il comporte une petite épicerie et un parc.
Dobuita est le quartier principal du jeu. On peut y faire énormément de choses. C'est dans ce quartier que Ryo passera une grande partie de son temps. Il y a la salle d'arcade You Arcade où Ryo peut jouer à Space Harrier ou Hang-On. On peut aussi s'entrainer au QTE et jouer aux fléchettes. Comme à Sakuragaoka, on peut acheter des figurines dans la boutique. C'est aussi ici que travaille la fleuriste Nozomi,
Le port Amihama est un quartier maritime. Ryo ira travailler dans le port pendant la deuxième partie de l'aventure. Le port est assez grand, il y a des magasins, une cafeteria et de nombreux hangars.

### Histoire

#### Prologue
Novembre 1986… Ryo Hazuki vient de quitter sa chère Nozomi, en difficulté face à quelques « voyous » au parc de Sakuragaoka. Rentrant chez lui, comme chaque soir, ce jeune homme de 18 ans découvre avec stupéfaction la plaque du dojo de son père cassée, ainsi que la porte d'entrée ouverte. Visiblement intrigué, il décide de rentrer et remarque sa mère adoptive Ine San, très éprouvée par un évènement sans doute dangereux pour toute sa famille. En l'interrogeant, celle-ci rassemble ses dernières forces pour prévenir Ryo que son père est en mauvaise posture. Il décide de jeter un coup d'œil au dojo… En s'approchant de la porte, il découvre Fuku San, faisant une entrée surprenante, en étant jeté littéralement du dojo. En entrant dans la pièce, Hazuki est stoppé net par deux hommes en noir. Il assiste alors à un terrible spectacle : son père, Iwao Hazuki, affronte en duel un homme vêtu de vert surnommé Lan-Di.
Le visiteur ne cesse de répéter qu'il souhaite récupérer un miroir. Mais Iwao ne semble pas décidé à lui céder. S'ensuit alors un combat, tournant à l'avantage de l'homme en vert, au plus grand désarroi de Ryo, qui attaque l'adversaire de son père. Trop faible malheureusement, il finira comme son père : au tapis. Finalement, le jeune homme servira de leurre pour enfin faire dire à Iwao la position du miroir. Ce que fait dignement Hazuki sama, tandis que les hommes en noir vont immédiatement prendre possession du précieux objet.
Iwao est donc livré à lui-même. Il n'a quasiment plus d'énergie mais doit puiser dans ses ressources pour tenter de battre Lan-Di. Ce dernier ira jusqu'à rappeler un évènement malencontreux s'étant passé, il y a de là plusieurs années : le meurtre de Zhao Sun Ming. Meurtre dont l'assassin n'est autre qu'Iwao Hazuki. Les deux hommes se battent, jusqu'à ce que la mort de Iwao s'ensuive. Celui-ci est jeté à terre par un coup mortel. Il vit sans doute ses derniers instants, c'est pourquoi il se confie à son fils avant son dernier souffle...
Ryo jure alors de se venger de ce personnage dont il ne connaît rien. Et c'est là que l'aventure commence (And thus, the saga begins).

#### Enquête

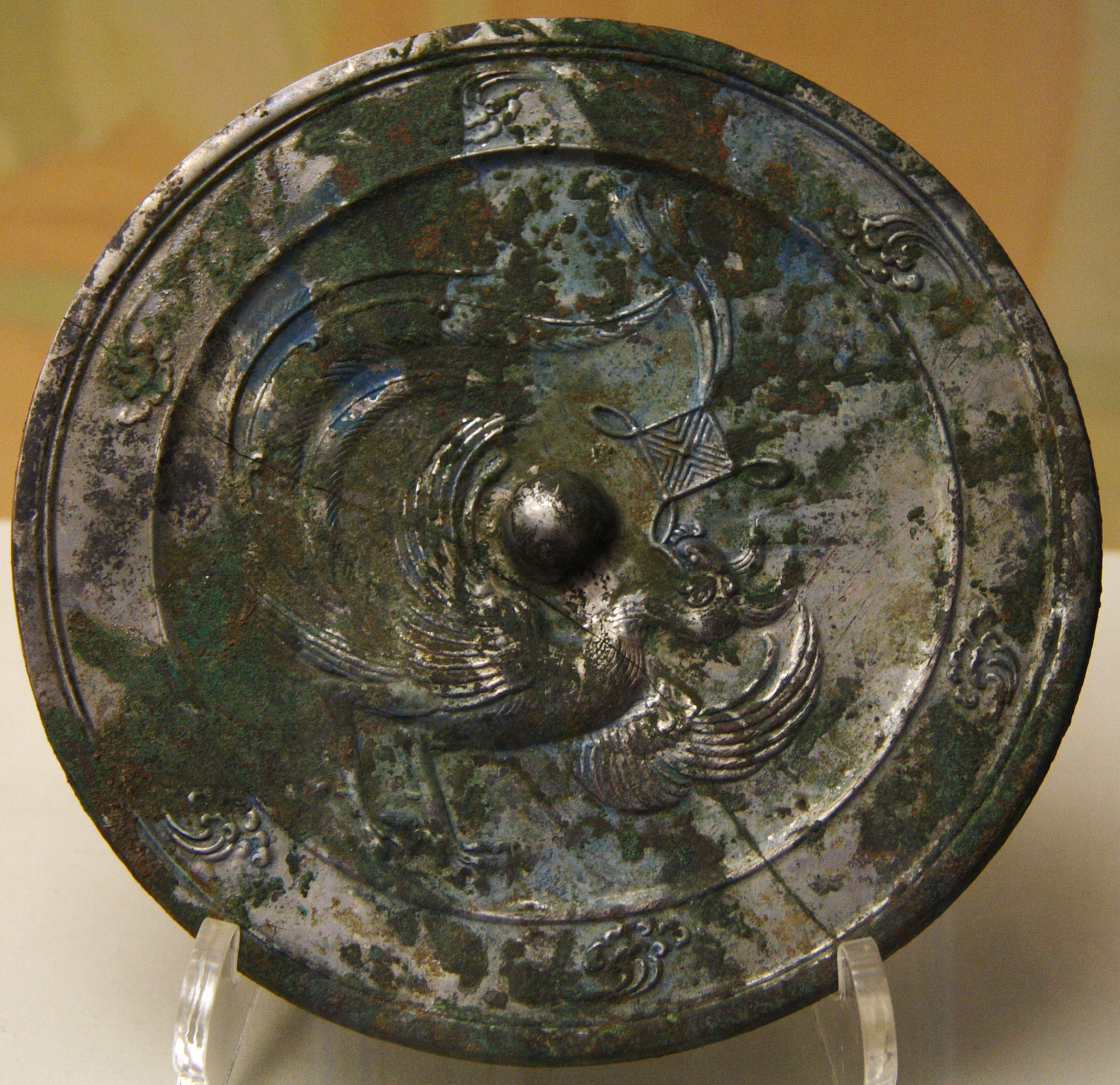
Miroir ressemblant au Phoenix Mirror de Shenmue.

Ryo jure de se venger sur Lan Di. Il commence son enquête en interrogeant les gens sur ce qu'ils ont vu. Son seul indice, est la voiture noire garée devant chez lui le soir où son père a été tué. Son enquête le mène vite à chercher des informations sur ce dangereux homme, Lan-Di. Il fait partie de la mafia chinoise. La mafia chinoise mène des affaires dans le port de Yokosuka. Ryo décide alors de rencontrer des marins qui y travaillent. Ryo traîne la nuit dans les quartiers de la ville à la recherche de marins. Il finit par tomber sur deux marins ivres.
Alors que la piste de la voiture noire semble s’essouffler, une lettre adressée au père de Ryo arrive. C'est un homme nommé Zhu Yuanda qui lui suggère qu'il cherche l'aide de Maître Chen, qui travaille au port de Yokosuka. Grâce à Chen et son fils Chen Guizhang, Ryo apprend qu'un gang de port local, les Mad Angels, est relié à l'organisation criminelle de Lan Di, les Chi You Men. Il apprend également que le miroir du dragon volé par Lan Di n'est pas unique, il existe un deuxième miroir de ce type. Il localise le second miroir, le miroir du Phoenix, dans un sous-sol caché sous le dojo de son père.
Pour surveiller les Mad Angels, Ryo prend un emploi dans le port comme conducteur de chariot élévateur. Après quelques altercations avec les  Mad Angels, ceux-ci décident de kidnapper sa camarade de classe Nozomi. Ryo la sauve, mais fait un pacte avec le leader des Mad Angels, Terry Ryan. Celui-ci lui propose de tuer Guizhang en échange d'une rencontre avec Lan Di. Ryo comprend qu'il y a un piège et fait équipe avec Guizhang pour vaincre les Mad Angels. Terry révèle à Ryo que Lan Di a quitté le Japon pour Hong Kong.
Avec l'aide de la famille Chen, Ryo s'arrange pour prendre un bateau pour Hong Kong avec Guizhang. Le jour du départ, Ryo est attaqué par Chai, un membre des Chi You Men qui veut voler le miroir du Phoenix pour avoir les faveurs de Lan Di. Ryo vainc Chai, mais Guizhang est blessé pendant le combat. Ryo doit donc partir seul vers Hong Kong. Guizhang promettant de le rejoindre plus tard. Maître Chen conseille à Ryo de demander l'aide de Tao Lishao, un maître en arts martiaux. Ryo prend le bateau et quitte le Japon.

#### Mauvaise fin
Si Ryo reste à Yokosuka jusqu'au 15 avril 1987, Lan Di exige le miroir du Phoenix. Ryo refuse et Lan Di le tue, en utilisant le même mouvement qui a tué le père de Ryo.

### Personnages
Ryo Hazuki (芭月涼 (はずき りょう en hiragana))
C'est le personnage principal de l'histoire, c'est lui que le joueur incarne. Âgé de 18 ans au début de l'aventure, Ryo est étudiant. Il est grand, a des cheveux noirs et des yeux marons. Il a perdu sa mère alors qu'il n'avait que quelques mois et dès le début de l'aventure il voit son père mourir sous ses yeux. Il se promet de venger son père, cette quête de vengeance sera le cœur de l'aventure. Ryo pratique les arts martiaux. Il maîtrise en particulier le jujitsu, son père était un maitre très respecté dans cet art martial et possédait même un dojo, le Dojo Hazuki.
Même s'il n'a pas de petite amie, Ryo est très proche de Nozomi, une fleuriste et camarade de classe qui a du mal à cacher son attirance pour lui, celle-ci se faisant beaucoup de soucis à propos des examens et de l'absence prolongée de notre héros.
Nozomi Harasaki (原崎望 (はらさき　のぞみ en hiragana))
Nozomi est une jeune fleuriste de 18 ans née à Vancouver et habitant Yokosuka. C'est une camarade de lycée et une amie d'enfance très proche de Ryo.
À ce titre elle se préoccupera énormément des pérégrinations de notre héros. Elle donne son point de vue quand il le faut. Les chemins entre Ryo et Nozomi se sépareront tristement puisque pendant que Ryo part pour Hong Kong Nozomi retourne au Canada.
Iwao Hazuki (芭月巌 (はづき いわお en hiragana))
Iwao est le père de Ryo. Maitre en arts martiaux, pratiquant le jujitsu il enseignera toute cette philosophie à son fils. Assassiné brutalement par Lan Di au début de l'aventure, il réussira néanmoins à cacher le second miroir à l'abri des mains de son bourreau.
Lan Di (藍帝)
Lan Di, de son vrai nom Long Sun Zhao est le principal ennemi de Ryo. Membre des Chi You Men il est pratiquant d'un art martial Chinois ancestral. Assassin du père de Ryo, Iwao, ses véritables intentions restent obscures, on sait qu'il cherche à réunir les 2 miroirs, celui du dragon et celui du phœnix dans un objectif pas encore clairement identifié. Il semble désormais admis que Lan Di a profité de sa recherche des miroirs pour se venger de la mort de son père Zhao Sunming qu'Iwao aurait tué. Lan Di possède tout comme Ryo une cicatrice sur la joue gauche.
Shenhua (玲莎花 (シェンファ en katakana))
Shenhua est un mystérieux personnage féminin qui apparait dans le premier épisode à plusieurs reprises dans les rêves de Ryo.
Ryo héros fera sa connaissance dans Shenmue II.
Tom Johnson (トム ジョンソン).
C'est un bon ami de Ryo. Il tient un stand de hot dog. Il aidera Ryo en lui donnant souvent des renseignements important. Il est toujours à côté de son camion en train d'écouter du rap ou du reggae.

## Système de jeu
Shenmue se déroule dans la ville de Yokosuka au Japon. Le joueur dispose d'une grande possibilité d'action : les quartiers de la ville sont particulièrement grands, le nombre de quêtes annexes est important et les scènes très nombreuses. Le jeu ne se vit jamais de la même façon tant il y a de choses à voir et à faire. Malgré une durée de vie conséquente, celle-ci est tout de même limitée dans le temps : si le joueur n'a pas terminé le jeu avant le mercredi 15 avril 1987 à 16h00, Ryo meurt, tué par Lan Di.
Le jeu est découpé par Yū Suzuki en quatre phases de jeu différentes : les phases en monde ouvert, qui représente la majorité du temps, les scènes cinématiques qui permettent au joueur de suivre l'histoire, les combats, appelés « free battle », ainsi que les actions contextuelles, appelées « Quick Time Event (QTE) ».

### Monde ouvert

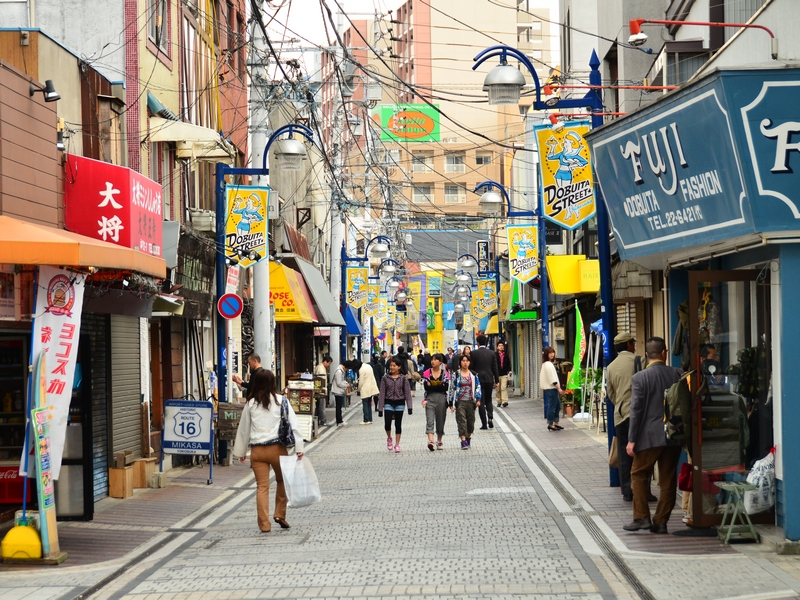
Le quartier Dobuita à Yokosuka, quartier très vivant dans Shenmue.

Le mode en monde ouvert, « Free Quest » dans la version originale, se traduit par le fait que le joueur commence une journée comme tous les adolescents. Il est réveillé par son tonitruant réveil. Il peut naviguer librement dans sa maison, il assiste a des scènes de la vie quotidienne qui ne sont pas forcément utiles à l'avancée de l'histoire. La ville du jeu Shenmue est très vaste, mais aussi très vivante. Pour les créateurs du jeu, un monde ouvert n'a de sens que s'ils peuvent le rendre intéressant. Elle comporte énormément de personnages non-joueurs (PNJ), ainsi que des animaux et un cycle jour/nuit accompagné d'un système météorologique très développé pour l'époque. Le monde ouvert est le cœur du jeu, c'est ici que Ryo récolte des indices et des informations, puis enquête directement sur le terrain, pour rechercher Lan Di.

#### Météo
Le jeu prend place dans la ville de Yokosuka, avec par exemple le quartier de Dobuita et le port d'Amihama. Le joueur vit dans le Japon des années 1980. La météo du jeu est même calquée sur les véritables données météorologiques de la ville de Yokosuka pendant l'hiver 1986. Il s'agit du système « Magic Weather » qui rend les conditions météorologiques du jeu très réalistes. On peut passer d'un temps très ensoleillé, à quelques rayons de soleil qui percent à travers les nuages, et puis il peut pleuvoir. L'arrivée de l'hiver ajoutant parfois quelques jolis flocons à ces environnements, ainsi que le son des cloches et toute cette atmosphère si cher à Noël. Aucune journée n'est identique à une autre.

#### Personnage non joueur
Le système de gestion des PNJ est lui aussi très complexe. Ces personnages ont leurs propres vies et ils sont 337 en tout, et tous différents. Le jeu a été programmé pour que le matin les personnages se lèvent, sortent de chez eux, vont à pied jusqu'au travail, s'arrêtent pour acheter à manger, sortent à nouveau pour aller prendre le bus. Puis, le midi, il y a la pause déjeuner, le personnage prend son repas et va le manger dans un parc. Le comportement des personnages est différent selon le jour de la semaine et le week-end. Ce processus très complexe fonctionne en permanence. Donc même lorsque le joueur ne voit pas les personnages, ceux-ci continuent leurs activités, comme travailler. L'atmosphère de la ville dépend beaucoup des personnages. Par exemple au petit matin, on trouve des rues désertes car les commerçants n'ont pas encore ouvert leurs boutiques, tandis que le soir on peut voir les enfants rentrer chez eux.
Les personnages sont très vivants, par exemple quand ils marchent seul dans la rue, en tenant un sac et qu'il se met à pleuvoir, ils doivent sortir leurs parapluies. Yū Suzuki pense que la gestion des personnages non-joueurs était l'un des éléments les plus difficiles lors du développement de Shenmue. Il y a d'ailleurs eu un bogue pendant le développement : le midi, les personnages restaient parfois bloqués dans la cafétéria du port. Ils entraient tous les uns après les autres et lorsque la limite était atteinte, les autres attendaient à l'extérieur. Il arrivait parfois, qu'à force d'attendre, certains PNJ arrivaient en retard au travail.

#### Activités

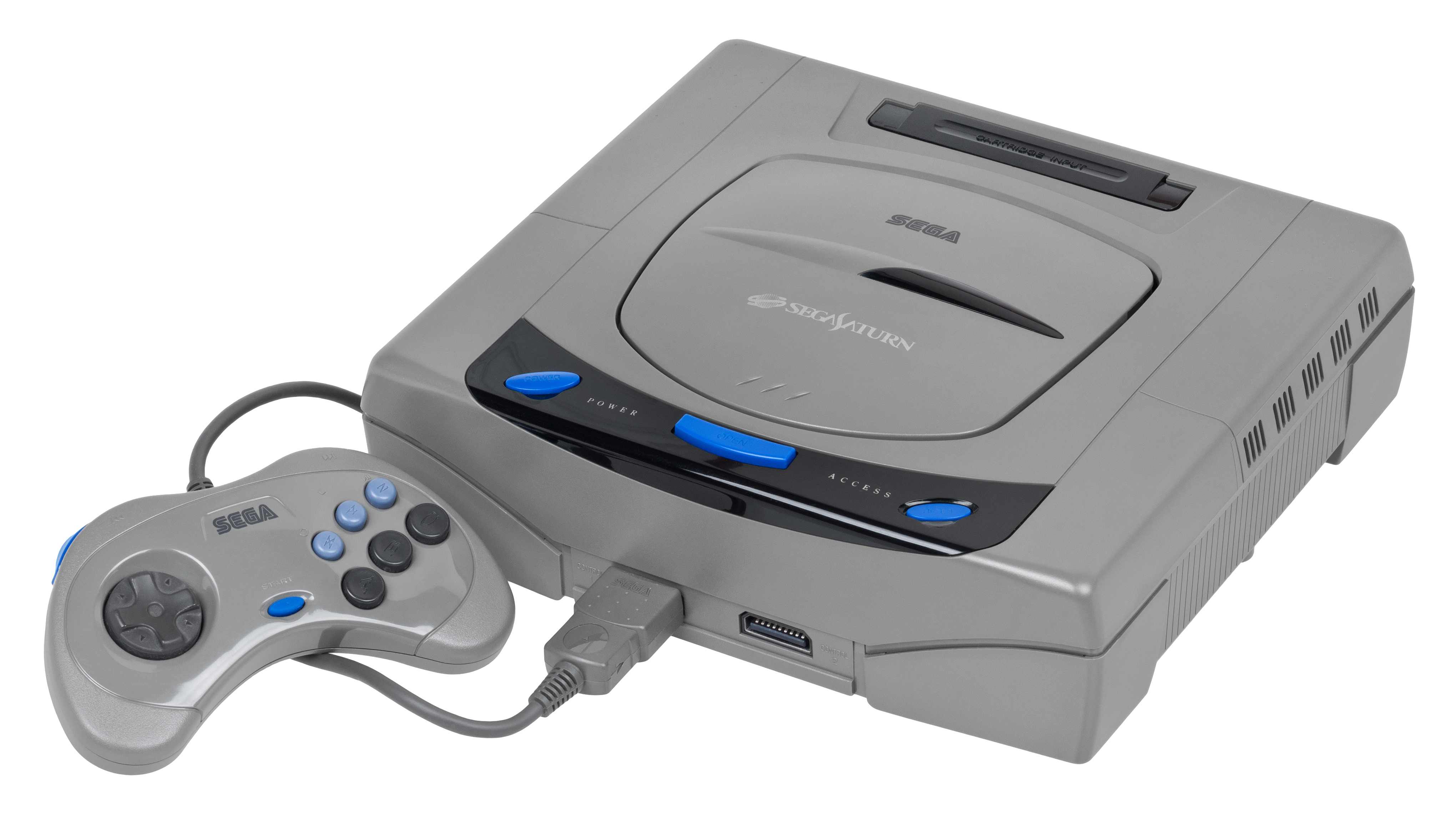
Sega Saturn comme celle que Ryo peut utiliser chez lui.

Les activités qu'offre la ville ne manquent pas. On peut par exemple aller à salle d'arcade et trouver en version complète Hang On et Space Harrier, Yū Suzuki étant également le créateur de ces deux jeux. Il existe aussi des machines à sous et des bornes d'entraînement aux QTE, il y a matière à passer du temps et de l'argent dans cet endroit de perdition. La vie nocturne est aussi présente, on peut décider d'aller faire du billard ou jouer aux fléchettes dans un bar de Dobuita. Le joueur peut à tout moment s'arrêter à un distributeur et y acheter une boisson fraîche. Afin de renforcer la crédibilité du jeu, les boissons arborent les logos Coca Cola, Sprite, Fanta Raisin et Fanta Orange. Ryo peut jouer à la Saturn à la maison, ce qui d'ailleurs est anachronique : le jeu se passe en 1986, or la Saturn est sortie au Japon en 1994.
Le joueur peut aussi s'acheter des figurines SEGA à collectionner (représentant par exemple des personnages des séries Sonic ou Virtua Fighter), sans compter les pièces à gagner en faisant le concours du Tomato Convenience Store (la supérette locale). Il peut aussi acheter des chips, qui lui permettent de participer au concours pour gagner ces cadeaux, notamment des figurines rares ou le jeu Space Harrier pour y jouer sur sa console de jeu. Libre à lui d'acheter aussi d'autres objets : de la nourriture pour un chat abandonné, des bougies pour la maison, des piles pour la stéréo. Comme le jeu se déroule au Japon, on trouve essentiellement des fruits de mer dans les supermarchés. Le joueur peut même regarder les horaires d'un bus, l'attendre et y rentrer pour se rendre à un endroit précis. Un concept tout simplement révolutionnaire pour l'époque, les jeux vidéo des décennies suivantes peineront à se rapprocher de ce titre en termes de possibilités et d'intérêt pur des phases de jeu.

#### Conduite
Dans le jeu, Ryo peut conduire deux véhicules. Le premier véhicule est un chariot élévateur que l'on peut conduire dans le port Amihama, le second est une moto.
Le chariot élévateur
Pendant la seconde partie de l'histoire, le joueur est amené à travailler tous les jours. En effet Ryo doit gagner de l'argent pour partir à Hong Kong. Il trouve un travail en tant que cariste dans le port d'Amihama. Chaque journée de travail débute par une course entre Ryo et ses collègues. C'est une course entre les différents hangars du port. En fonction de la position dans laquelle il arrive, il gagne une figurine. Le reste de la journée Ryo doit déplacer des caisses avec l'aide de son chariot élévateur dans le port d'Amihama, allant d'un hangar à un autre.
La moto
Le deuxième véhicule que peut conduire Ryo est une moto. Il s'agit d'une partie unique de l'histoire où Ryo va chercher Nozomi. Dans cette partie, le jeu est similaire à une course de moto en contre la montre. La moto se déplace toute seule, même si le joueur peut la ralentir ou l'accèlérer, mais il doit surtout la diriger de gauche à droite.

### Action contextuelle (QTE)
Concrètement, les « QTE », ou « Quick Time Event », pour événements en temps limités, sont des séquences de jeu vue sous des angles cinématographiques plutôt qu'avec une caméra fixe dans le dos du héros. Durant ces phases de jeu, le joueur doit appuyer le plus rapidement sur le bouton qui apparaît à l'écran pour accomplir les actions adéquates et permettre à la scène de se poursuivre.
Shenmue introduit les QTE sous leur forme moderne, c'est-à-dire sous forme de séquence d'aération courte et dynamique, avec un bouton de couleur qui surgit à l'écran. Les scènes de QTE constituent un pan entier du gameplay. Elles sont utilisées à divers moments, lors d'une poursuite, par exemple. Les QTE sont des actions souvent simples et logiques. Les seules touches utilisées pendant ces phases sont la croix directionnelle et les touches A et B.
Pour éviter un danger en se baissant il faut généralement appuyer sur bas, pour contourner un obstacle sur gauche ou droite ou sur A pour sauter par-dessus un trou. De cette manière, il devient possible d'anticiper les QTE suffisamment tôt pour les réussir sans problème, même si les séries les plus longues ne sont pas si simples que ça à surmonter du premier coup.
Les QTE sont des passages assez simples du jeu. Si le joueur rate un QTE, permettant de rattraper un personnage en fuite, il doit, en cas d'erreur, essayer de le retrouver avant de pouvoir tenter à nouveau de le poursuivre. Pour d'autres scènes en QTE, si le joueur échoue, la scène recommencera au début jusqu'à ce que celui-ci réussisse.
Shenmue aura une influence directe sur toutes les productions modernes, de Resident Evil 4 à la série de jeux d'action God of War, deux titres qui ont étendu les QTE aux jeux d'action à grand spectacle.

### Combats (Free battle)
Les scènes de Free Battle sont au cœur du gameplay de Shenmue. Car si les phases d'investigation prédominent clairement tout au long de l'aventure, l'action reste présente à travers ces combats. Ces combats sont directement issus de Virtua Fighter. Ryo affronte à mains nues des bandes d'adversaires venues entraver sa route. Dans ces moments-là, le jeu donne l'opportunité de mettre en pratique les techniques de combat de Ryo, spécialisé dans la maîtrise du ju-jitsu. Le joueur peut apprendre de nombreux Katas auprès de maîtres en arts martiaux ou bien en collectionnant des parchemins ancestraux. Au total, Ryo connait 33 coups de bases. Le héros a la possibilité de s'entraîner pour acquérir de nouvelles techniques à l'aide de parchemins. Il peut apprendre 16 coups supplémentaires au cours de son aventure.
Ces scènes de combats sont plutôt techniques. La panoplie de coups disponibles est importante : Ryo est capable d'esquiver, de projeter ses adversaires, de donner des coups de poing ou des coups de pied. Les esquives, projections et autres mouvements de poings ou de pieds font ressembler le titre à un véritable jeu de baston à la Virtua Fighter. Plusieurs styles de combats sont directement hérités de la série. Lan Di est par exemple inspiré par Lau Chan.

### Cinématiques

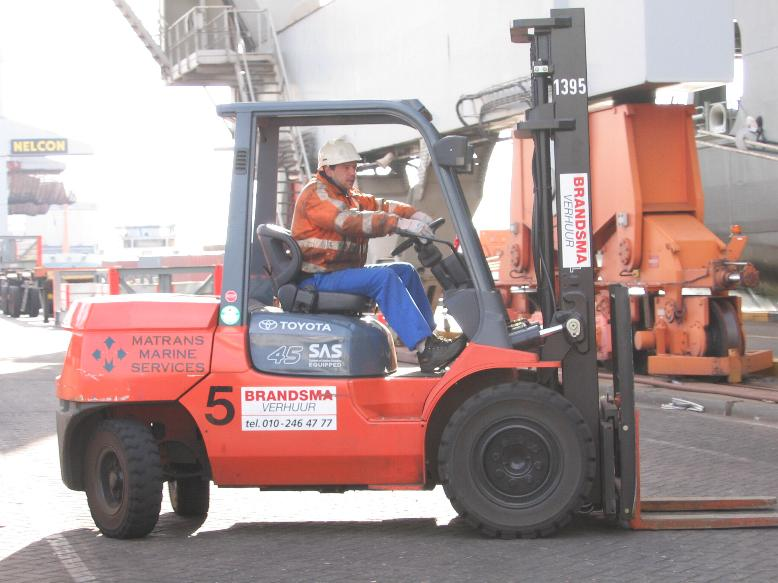
Chariot élévateur semblable à celui utilisé par Ryo.

Les phases cinématiques prennent une part importante dans le jeu. Elles sont entièrement réalisées avec le moteur du jeu et calculées en temps réel par la console. Mais elles ne sont pas d'une durée excessive, la cinématique d'introduction ne dure que huit minutes avant de plonger le joueur dans l'univers de Shenmue.
Pendant le développement du jeu, Yũ Suzuki regrette le grand écart qui existe dans les jeux actuels entre les phases de cinématique et les phases de jeu. En effet, les cinématiques tirent vers le photo réalisme alors que les phases de jeu affichent des graphismes beaucoup plus simples. Yũ décide alors qu'il n'utilisera pas d'image de synthèse pour son jeu, la Dreamcast étant capable d'assurer un passage des cinématiques au jeu beaucoup plus naturel que la PlayStation.

## Développement
Shenmue est le fruit du studio Sega-AM2 et plus particulièrement de son directeur Yū Suzuki. Le studio Sega-AM2 génère de nombreuses licences phares depuis sa création dans les années 1980. Il s'est principalement distingué pour ses jeux sur borne d'arcade, tels que OutRun, Space Harrier ou Hang-On. Au début des années 1990, le studio est l'un des premiers à prendre le tournant de la 3D. Pour ce faire, le studio développe une nouvelle série, un jeu de combat en 3D s'appelant Virtua Fighter. Dès la conception de Virtua Fighter, Yu Suzuki a déjà en tête un jeu plus complet : Shenmue en est le descendant direct.

### Le commencement
Dans les années 1990, Yū Suzuki voyage en chine pour travailler l'ambiance de son nouveau jeu, Virtua Fighter. Il est décidé à rencontrer de véritables pratiquants des arts martiaux. Pour cela il voyage à travers toute la chine. Au cours de son voyage, il s'arrêtera dans un temple Shaolin. Dans ce temple, il participera à de véritable séance d'entrainement.
Lors de son voyage, il visite de nombreuses régions chinoises. Puisque son voyage l'emmène à Aberdeen, Wan Chai, Kowloon et à Guilin. Ces régions seront celles qui constituent l'aventure de Ryo. Au cours de son déplacement en Chine, Yū Suzuki accumulera beaucoup d'idées pour concevoir l'histoire de Shenmue. Mais l'idée d'un tel jeu a germé bien plus tôt, en effet depuis 1987 il écrit régulièrement des morceaux du scénario de Shenmue.
Les années 1990 sont l'âge d'or de l'arcade et du jeu de rôle. En 1994, Sega domine le marché de l'arcade, mais possède peu de licence de jeu de rôle. La direction de Sega décide alors de créer un jeu de rôle 3D pour Sega Saturn, qui doit marquer les esprits. Depuis le début des années 1990 et son voyage en Chine, Yu Suzuki souhaite réaliser un RPG qui aille au-delà des clichés à la japonaise. Ces deux conditions vont mener l'homme à travailler sur un jeu de rôle dans l'univers de la série Virtua Fighter.

### Premier prototype

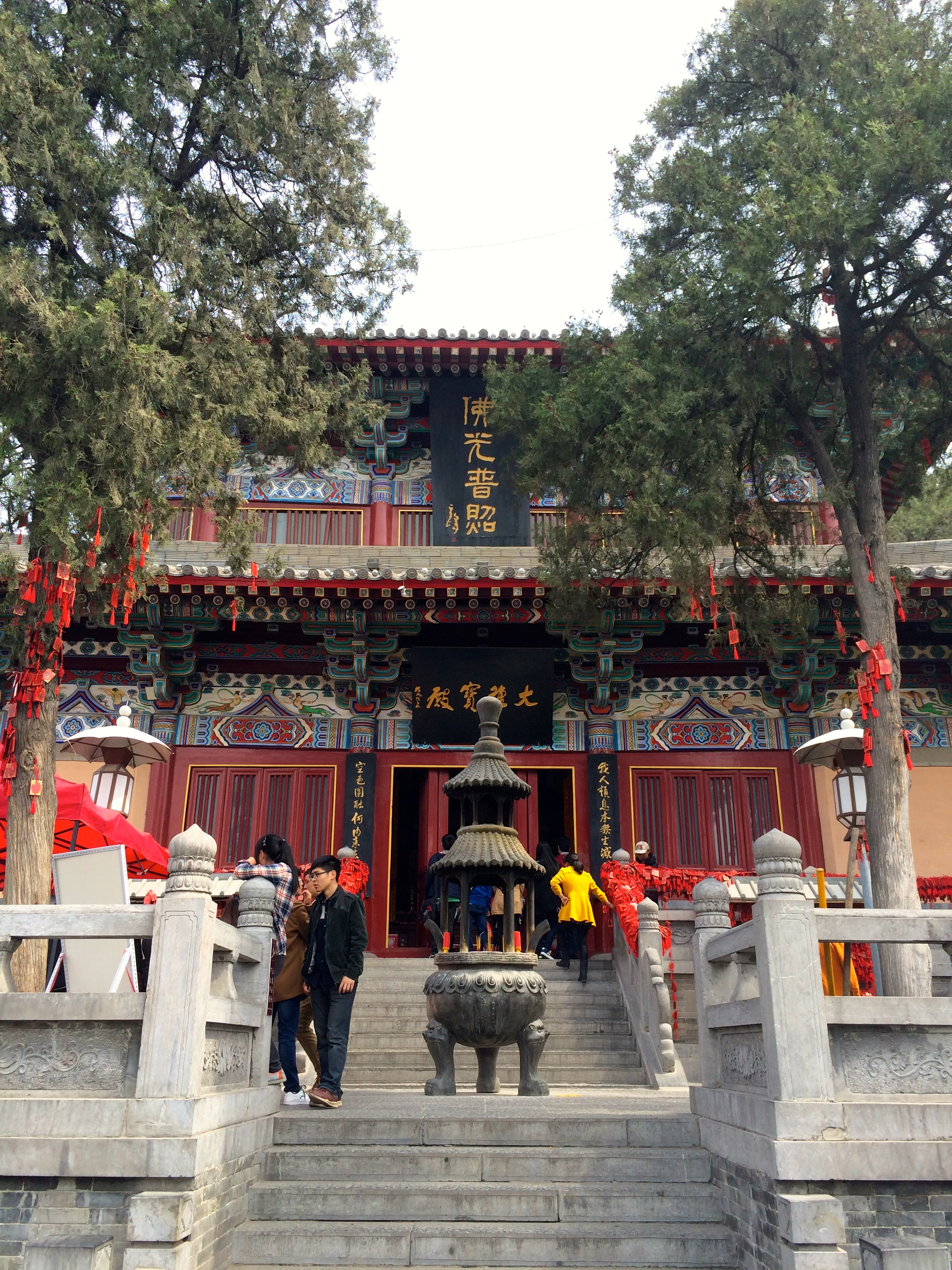
L'entrée du temple Xiangshan dans la ville de Luoyang, en Chine.

Dès 1995, le premier prototype pour Sega Saturn est développé. Ce premier prototype de Shenmue s’appelait Le vieil homme et le pêcher (The Old Man and the Peach Tree en anglais). Le jeu se passait en Chine dans les années 1950 dans la ville de Luoyang.
L'histoire suit le jeune Taro, un adolescent qui cherche à partager le savoir du grand maître en Kung Fu, maître Ryu. Un maître en art martial promet de guider le héros vers Ryu, s'il lui trouve une pêche. Le joueur doit explorer les environs.
Mais le héros confond une pomme avec une pêche, alors il décide de la donner au maître. Mais le maître en art martial s'énerve et lui demande à nouveau une pêche. Cela devait être la première quête du jeu. Le joueur est ensuite confronté à un deuxième vieillard. Celui-ci jette ses chaussures dans l'eau et demande au héros de les lui rapporter. Le joueur devra les lui rapporter par trois fois. Le but précis de cette mission étant de s'assurer que le joueur reste patient.
Le jeu en lui-même est un jeu de rôle à la troisième personne, dans un environnement 3D en monde ouvert. De plus, le personnage principal peut se déplacer, sauter, courir, etc. Avec ce prototype, les développeurs ont pu tester la Sega Saturn et la pousser dans ses derniers retranchements : graphismes entièrement en 3D, gestion des collisions et du clipping (affichage tardif des décors), contrôle des personnages et de la caméra, mise en scène des évènements et énigmes, dialogues… Le jeu contient déjà tous les gènes de Shenmue.

### Virtua Fighter RPG
En 1995, le développement du jeu est poursuivi à la suite de ce premier prototype. Le but est de créer un jeu de rôle en 3D dans l'univers de Virtua Fighter. Le périple chinois de Yū Suzuki  lui inspirera notamment l’histoire et de sa ligne directrice. Mais étonnamment c'est la composition musicale qui est d'abord écrite. Le développement du jeu commence une fois les thèmes principaux de la série enregistrés tel que Yū Suzuki les imaginait. L'équipe de développement du jeu commencera son travail en s’inspirant uniquement de ces musiques. C'est à ce moment un tiers de la centaine d'employés du studio Sega-AM2 qui est affectée au développement du jeu.
Le héros du jeu s'appelle Akira à ce moment du développement. Il doit faire face à un destin particulier qui le mettra à l'épreuve. D’abord, la tristesse avec la perte de son père, ensuite l'aventure avec le départ vers la Chine et le sentiment de vengeance qui est présent tout au long de l'histoire. La vengeance anime le héros dont l'ennemi porte alors le nom de Randi. Pour donner plus de volume à l’histoire, le créateur fait appel à un scénariste. C’est à partir de ce moment précis que Yū Suzuki débute la véritable écriture des différents chapitres du jeu. Les 11 premiers chapitres concernent l’histoire de Ryo, auxquels il faut ajouter 5 autres chapitres faisant le lien entre chaque événement important, soit 16 chapitres au total.
En 1996 le jeu prend un nom, il s’appelle Virtua Fighter RPG: "Akira's Story" et il est développé pour la Sega Saturn. On y incarne Akira Yuki, le personnage principal de la série Virtua Fighter, qui devait aller à la rencontre des autres personnages du jeu. Par la suite, Yū Suzuki décida de modifier le personnage principal l'histoire, mais on remarque tout de même la ressemblance entre Ryo et Akira. De plus, dans les fichiers du jeu, Ryo est codé sous le code personnage « AKIR » (pour Akira).
Le jeu utilise en premier lieu le moteur physique de Virtua Fighter 2, ce qui permet d'utiliser les animations déjà existantes pour l'ensemble des personnages déjà existants. Beaucoup de prototypes seront créés, mais il n'existe aucun jeu complet Shenmue sur Saturn.

### Project Berkley

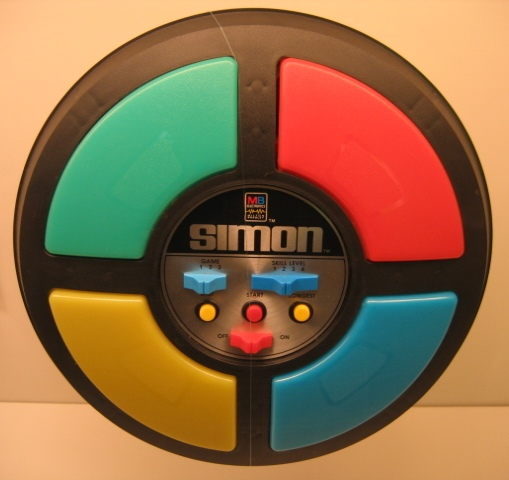
Le jeu musical Simon qui inspirera les QTE.

En 1997, la Sega Saturn est prématurément arrêtée et la Dreamcast est déjà en développement. Sega réalise qu'ils auront besoin d'une nouvelle licence pour lancer la Dreamcast. Le studio AM2 propose de reporter Project Berkley (nom de code du jeu Shenmue jusqu'en 1998) sur la future console de Sega.
Comme les perspectives de vente sur Sega Saturn sont nulles, le jeu est déplacé sur Dreamcast malgré un développement déjà bien entamé sur Sega Saturn. À ce moment Project Berkley devait réunir tous les chapitres du scénario et non être conçu en plusieurs épisodes. Le jeu avait une durée de vie estimée à 45 heures, découpé par des cinématiques, des combats, de la recherche et de l’exploration, de l’apprentissage de nouvelles techniques, de l’interaction entre les différents chapitres et même la présence de « donjons souterrains ».
Le jeu est donc développé pour les prototypes de Dreamcast. Les spécifications finales n'étaient pas encore connues, mais cela permettait tout de même au jeu d'avoir une qualité graphique supérieure et le studio profite aussi de cette nouvelle machine pour perfectionner le jeu. Celui-ci prend de l'ampleur et chaque chapitre devient un jeu unique. Le tout se matérialisant sous la forme d’une gigantesque killer application pour la Dreamcast. Devant l’ampleur du développement, Yū Suzuki se voit obligé de redéfinir les bases du game design. C’est à ce moment-là qu’il ajoute et imagine les concepts FREE (liberté en anglais), pour Full Reactive Eyes Entertainment, et du Quick Time Event (QTE) dont il puise l’inspiration du jeu musical Simon. Yū Suzuki veut créer un jeu où la liberté est le cœur du jeu :

« Je voulais donc que par cette « liberté », nos yeux soient en totale immersion et attentifs à tout ce qui nous entoure. Le monde qui nous entoure s’étend au-delà de notre champ de vision, n’est-ce pas ? Par exemple, imaginons que vous vous trouvez sur un chemin bordé de maisons. Mais derrière ces habitations, il y a d’autres rues, des commerces. Des gens y vivent, y discutent. Et pourtant, on ne les voit pas ! Moi, je voulais proposer d’aller beaucoup plus loin que ça et franchir un tabou : l’inutile. C’est ça, la réalité : une vie en dehors de notre perception. »

C'est aussi à ce moment du développement que certains concepts seront testés, tel est le cas de la bicyclette. Le joueur pouvait utiliser une bicyclette pour se balader dans Dobuita. Il y a eu de nombreux éléments non ajoutés dans la version finale, comme les rãmens.
Le 28 novembre 1998, les joueurs japonais découvrent une vidéo de « Project Berkley », disponible en bonus dans les premières versions du jeu Virtua Fighter 3 TB,. La démo du projet est une vidéo qui met en vedette certains des personnages du jeu, avec une interview de Suzuki. Il n'y a pas d'image du jeu. Un personnage qui ressemble à Kage de Virtua Fighter 3 apparaît dans quelques-unes des images, alimentant ainsi les rumeurs de jeu de rôle Virtua Fighter. Des images de cette version développée pour Sega Saturn son disponible dans le CD bonus de Shenmue 2. Même s'il n'existe pas de version complète de Project Berkley sur Sega Saturn, de très nombreuses versions d'essai fonctionnelles ont été dévelopées.

### Shenmue
Le 20 décembre 1998 le jeu est officiellement annoncé à Yokohama. Un aperçu du jeu est dévoilé, montrant l'exploration à la troisième personne. Le héros se promène, peut ramasser des objets et parler avec de nombreux personnages. On voit également le système de météo, de saison et le cycle jour/nuit. De même, on y apprend que le héros du jeu se nommera Ryo Hazuki. On remarque tout de même la ressemblance entre Ryo et Akira. De plus, dans les fichiers du jeu, Ryo est codé sous le code personnage « AKIR » (pour Akira). Enfin, Sega montre les Quick Time Event (QTE). Les QTE ne sont pas forcément bien reçus par la communauté, certaines personnes trouvant que ceux-ci se rapprochent plus d'un film que d'un jeu vidéo.
Le jeu sera jouable pour la première fois quelque temps plus tard, le 19 mars 1999 au Tokyo Game Show. C'est à ce moment-là que la presse commence réellement à parler du jeu en France. Le jeu est fortement plébiscité pour ses graphismes époustouflants. Shenmue est considéré à l'époque comme une véritable révolution videoludique, la Dreamcast permettant enfin de créer un nouveau type de jeu.
Le studio AM2 va axer le développement sur le monde ouvert, la création d'un univers avec des mini-jeux et des sous-quêtes. Le studio travaille avec des décorateurs d'intérieur pour concevoir les pièces et les meubles. Plus de 300 personnages avec leurs noms, leurs profils, leurs personnalités et leurs relations sont créés. Ils sont parfois inspirés par des employés de Sega, comme le designer d'intérieur du jeu Manabu Takimoto. La capture de mouvement a été utilisée pour l'animation des arts martiaux. L'utilisation des marques, comme Coca-Cola, impose à l'équipe de modifier le jeu pour respecter les demandes des entreprises.
En 1999, l'équipe se concentre sur la correction des bugs, des centaines étant découverts chaque jour. À l'époque, il n'éxistait pas de système de suivi des bugs ce qui amène l'équipe à devoir corriger 10 000 bugs non résolus. Yū Suzuki pense que le plus grand défi du projet était la gestion, à l'époque il n'y avait que peu de méthodes de gestion dans le monde du jeu vidéo. Ils ont donc utilisé un tableau Excel pour le suivi. Yū Suzuki dit : « À la fin, nous avons eu 300 personnes [de travail] et aucune expérience sur un projet de cette envergure ».
Un temps repoussé à avril 2000, Shenmue sort finalement en avance (événement rare dans l'industrie) le 29 décembre 1999 au Japon.
Présent à l'E3 2000, Shenmue sort le 1er décembre 2000 en Europe. Il est devenu le jeu vidéo le plus cher jamais développé à l'époque, puisqu'il aurait coûté 70 millions de dollars à Sega. En 2011, Suzuki a déclaré que le chiffre était plus proche de 47 millions de dollars, ce qui comprend le développement du jeu et sa commercialisation. Le coût de développement a également été couvert par Shenmue II (2001).

#### Animation
Le jeu se veut réaliste jusque dans les plus petits détails. Pour cette raison, de très nombreuses animations seront produites. Ainsi, de très nombreux gestes et mouvements seront modélisés à l'aide de la capture de mouvement. Cette technologie est déjà particulièrement bien maîtrisée par le studio puisqu'elle est utilisée depuis Virtua Fighter 2. Par exemple, des gestes anodins, tel que Ryo en train de manipuler un jeu de clés, ont été animé avec cette technologie.
De même, l'ensemble des visages disposent de 50 000 animation faciale.
Pour les combats, les chorégraphies sont ultra poussées. Les instructions données aux acteurs sont très précises et il n’est pas facile de se plier aux exigences du créateur, qui n’hésite pas à donner de sa personne en montrant un à un tous les gestes à exécuter.
L’autre prouesse vient de la modélisation du personnage principal. Akira a laissé la place à un certain Ryo Hazuki et les premiers croquis ont été dessinés par Yu Suzuki lui-même.
Pour contrer le problème, le Japonais va alors avoir une idée de génie : utiliser de l’argile pour reconstituer les visages des personnages principaux de l’histoire. Ces sculptures, réalisées par des professionnels, ont été ensuite scannées en 3D pour obtenir un rendu proche de la perfection. Avec une telle technique, les visages atteignent la bagatelle de 50 000 animations, si bien que le nombre de polygones a dû être revu à la baisse.

#### Architecture
L'équipe de développement veut quelqu'un qui ne soit pas de l'industrie du jeu vidéo pour l'aider à concevoir les bâtiments. C'est pourquoi en mars 1998, elle choisit de s'épauler d'un architecte d'intérieur pour créer les décors du jeu. C'est Manabu Takimoto qui s'occupe de concevoir les immeubles, mais aussi l'intérieur des bâtiments.
Pour l’architecture, le studio décide de réaliser un programme permettant de structurer l’agencement des différentes bâtisses et pièces. Les développeurs pouvaient choisir dans une base d'objet des tables, des chaises et tout ce qui compose une maison ou un commerce. Le logiciel s'occupe ensuite d'organiser la pièce et de repositionner les meubles pour que le personnage puisse traverser la zone sans encombre.

#### Musique
La musique prend une place importante dans Shenmue. Le thème principal du jeu est l'un des premiers éléments du jeu à avoir été créé, bien avant les premiers artworks. Puisque Shenmue est un jeu contemplatif, les créateurs ont cherché à produire une ambiance sonore douce et discrète. Yū Suzuki souhaite que la musique du jeu se rapproche de la musique bouddhique. Dans les différentes musiques du jeu, la mélodie réside dans les effets sonores eux-mêmes. C'est Takenobu Mitsuyoshi qui s'est occupé des effets sonores du jeu.
La musique est très différente des jeux de l'époque, elle est l'opposée totale de la musique des jeux d'arcade. C'est une musique très discrète, mais qui laisserait la scène stérile si elle n'existait pas. La musique a été très travaillée par Yūzō Koshiro, le compositeur du jeu.
Sega a sorti un album de bande son, Shenmue Orchestra Version, le 1er avril 1999, avant la sortie du jeu. Un album de deux disques bande, Shenmue OST ~ Chapitre 1: Yokosuka ~ a été publié le 23 mars 2000.

#### Compression du jeu
En 1998, faire tenir un monde ouvert sur un GD-Rom relève de l'utopie. Parmi ceux qui travaillent le plus, il y a les programmeurs qui mettent en place de multiples algorithmes de compression afin de faire tenir le jeu sur 3 GD-ROM (sans ça, il aurait fallu 50 ou 60 CD ROM pour faire tenir Shenmue). L'équipe a alors dû travailler sur un nouveau type d'algorithme de compression de données pour permettre au jeu de tenir sur quelques GD-Rom.
Trois méthodes sont utilisées pour compresser les données : 
- La théorie de la graine (procédures de génération des bâtiments)

À l'aide d'une graine à cultiver qui contient peu de code, le jeu est capable de créer une plante qui peut contenir une quantité de données énorme, dans le but par exemple de faire une forêt de 2 km2 ou des bâtiments construits avec beaucoup de chambres et de couloirs. Ainsi le jeu est capable de reconstituer des environnements vastes avec très peu de données. Les éléments sont répétés et clonés de nombreuses fois pour donner l'impression au joueur de se balader dans des kilomètres de forêts.
De même, les pièces du jeu utilisent plusieurs objets semblables. Les lits, les chaises, les tables et bien d'autres objets peuvent se retrouver dans de nombreuses pièces. Mais leur répartition est différente à chaque fois, en veillant à ne pas gêner les déplacements du joueur dans les pièces.
- Le comportement des personnages non-joueurs (automatisation des scripts)

Chaque PNJ fait sa vie en fonction de sa personnalité, de son lieu de travail et de son lieu d'habitation. Ils suivent tous un programme très organisé. Le travail, la pause déjeuner, les sorties en villes, les courses, etc.
- Les mouvements communs (automatisation de l'animation des PNJ)

Les personnages ont des squelettes semblables. Il n'était pas nécessaire de réaliser la capture de mouvement de chacun des personnages du jeu. Mais les développeurs ne voulaient pas que les personnages soient identiques. Il fallait donc donner des yeux, un nez, une bouche et des cheveux à chacun des personnages.

## Versions

### Shenmue
La version Dreamcast réalisée par Sega AM-2 sort sur Dreamcast en 1999 au Japon, puis en novembre 2000 aux États-Unis et enfin en décembre 2000 en Europe. Elle a été évaluée USK 12, ESRB T, SELL Pour tous publics. Il s'agit de la seule version disponible en Europe. Le jeu est distribué sur 4 GD-Rom, chacun correspondant à une partie de l'histoire. En Europe le jeu dispose des voix anglaises et des textes en anglais, il n'existe pas de traduction française.

### Shenmue US
Shenmue US est une version spéciale de Shenmue, sortie sur Dreamcast le 5 juillet 2001 au Japon. La particularité de ce titre est de proposer les doublages en anglais des personnages du jeu, qui ont été fortement appréciés par les Japonais. De plus, il est possible de choisir entre les sous-titres en anglais et en japonais.
Il existe quelques petites différences dans cette version. Par exemple, la marque Coca-Cola a été remplacée par la marque fictive Bell Wood's, comme dans la version européenne du jeu, ainsi l'ensemble des distributeurs automatiques du jeu vendent donc des produits fictifs.

### Shenmue I & II
Le 13 avril 2018, Sega annonce une compilation intitulée Shenmue I & II sur Windows, PlayStation 4 et Xbox One qui comprend les deux premiers épisodes de la série. Le jeu propose un contrôle moderne ou classique pour ne pas perturber les jeunes joueurs. De plus, les sous-titres sont intégralement traduits en français, contrairement aux épisodes originaux. Le jeu est sorti le 21 août 2018.

### What's Shenmue?

#### Version disque
En juin 1999 le jeu est retardé de nombreuses fois. Pour faire patienter les joueurs japonais, une démo proche du jeu dans sa version finale est présentée. Le disque contient quatre vidéos qui expliquent certains aspects du jeu. Ces vidéos sont issues du disque Passport de Shenmue. Cette démo est devenue très rare aujourd'hui.
Il existe deux versions de cette démo en disque. Une première version avec un disque jaune a été mise à disposition de ceux qui avaient pré-commandé la Dreamcast au Japon. La seconde version est offerte par le magazine Famitsu, beaucoup plus rare que la version "Blue". Le contenu est identique et se compose d'un niveau exclusif. Cette démo jouable permet de se familiariser avec le système de jeu durant près d'une demi-heure, mais l'histoire est complètement différente. En effet, au lieu de chercher les réponses à la mort du père de Ryo, il s'agit de retrouver le directeur de la division jeu de Sega Japan. Le joueur peut se promener dans Dobuita et interroger les habitants, collecter des objets et même être confronté à quelques QTE.

#### Version VHS
En même temps que la sortie de la démo jouable de Shenmue "What's Shenmue" est sortie une cassette vidéo de 30 minutes. Cette cassette vidéo est différente des versions CD. Elle contient entre autres des images de Shenmue 1 et 2, bien qu'elle soit disponible avant la sortie de Shenmue.

### Shenmue The Movie
Shenmue: The Movie est un film de 90 minutes réalisé à partir de scènes clés du jeu vidéo Shenmue. Il est sorti dans les salles au Japon le 20 janvier 2001.
Le DVD de Shenmue: The Movie était disponible avec la version Xbox de Shenmue II,. Le film est disponible en anglais ou en japonais, mais il n'y a pas de sous-titre français. Il a été diffusé en version sous-titrée sur Fun TV en juin 2002.
Une version sous-titrée en français est disponible sur la chaîne YouTube de ATH' Ages.
Le film sert d'introduction à l'univers Shenmue avant de se lancer dans l'aventure de Shenmue II. Il permet de comprendre le début de l'histoire ainsi que l'univers de la série, pour ceux qui n'ont pas joué a Shenmue.

### Équipe de développement
- Scénario (story): Yū Suzuki
- Script (screenplay) : Masahiro Yoshimoto
- Réalisateur : Keiji Okayasu
- Directeur scénario : Takao Yotsuji
- Directeur planning : Eigo Kasahara

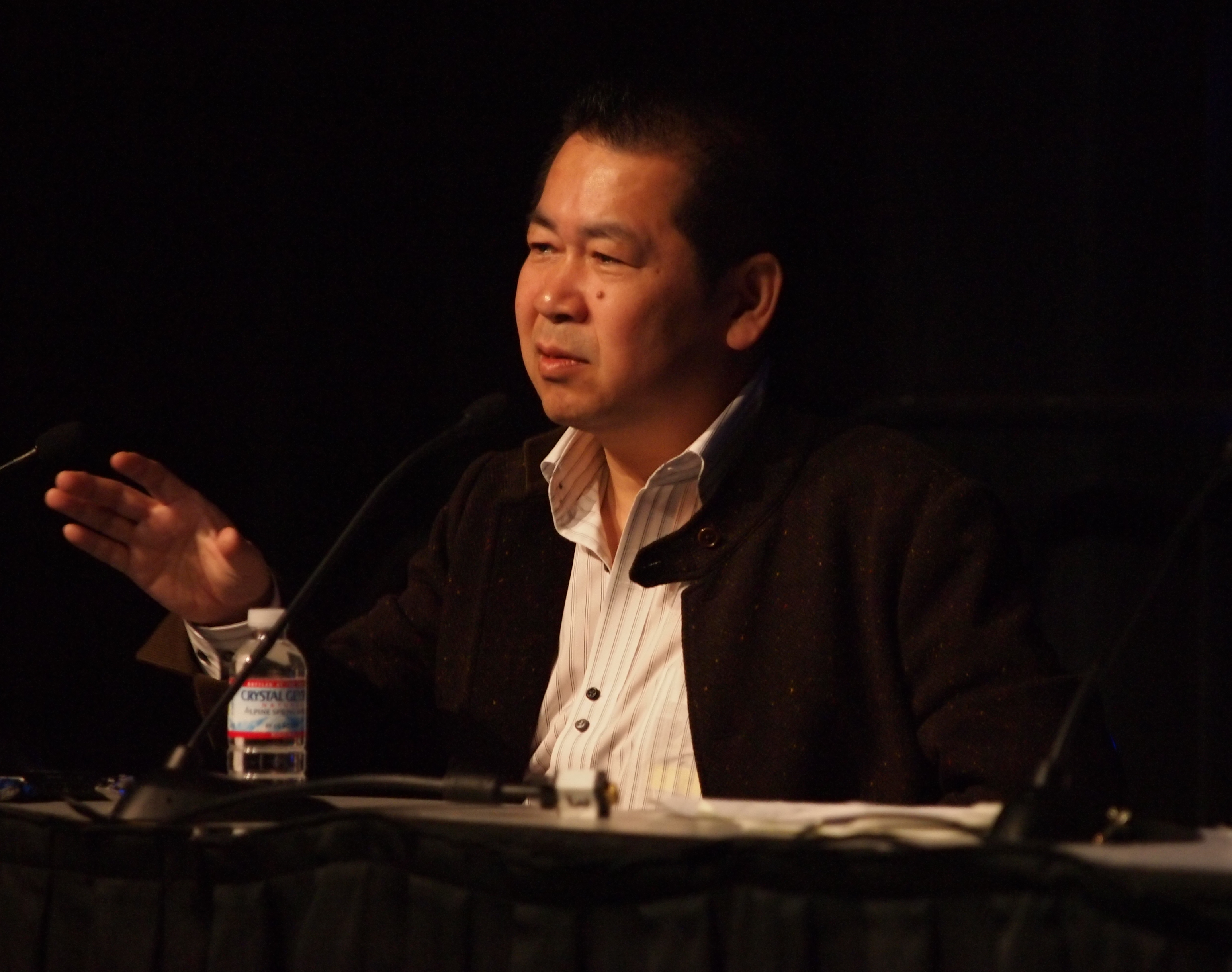
Yū Suzuki, créateur de la série Shenmue, lors de la Game Developers Conference 2011.

- Directeur programme : Keiji Okayasu
- Directeur design : Masanori Ohe
- Directeur sonore : Takenobu Mitsuyoshi
- Directeur capture de mouvement : Hiroaki Jinno
- Directeur enregistrement des voix : Susumu Tashiro
- Superviseur scénario : Yu Yamamoto
- Game Adviser : Hiroaki Takeuchi
- Superviseur système de combat : Takayuki Haneda
- Interior Coordinator : Manabu Takimoto
- Location Manager & Adviser : Kazunari Uchida
- Action Item Supervisor : Kunio Sasayama
- Superviseur mouvements Hakkyuku - ken : Master Gorenshi
- Production : Yū Suzuki
- Réalisation : Yū Suzuki, Takao Yotsuji
- Scénario principal : Masahiro Yoshimoto
- Musique : Takenobu Mitsuyoshi, Osamu Murata, Ryuji Iuchi, Yuzo Koshiro

## Accueil

### Presse
À sa sortie, Shenmue reçoit beaucoup de critiques élogieuses et reste un des jeux les mieux notés de tous les temps sur Dreamcast., avec un score moyen de 89,34% sur GameRankings. En 2011, l’équipe du site Jeuxvideo.com lui décerne la 48e place des 100 meilleurs jeux de tous les temps, le jeu ayant déjà été classé en 2010 comme étant le 3e jeu le plus marquant de l'histoire dans la catégorie Action-Aventure.
Beaucoup de critiques ont salué les graphismes, le réalisme, la bande sonore et l'ambition du jeu. Jeuxvideo.com considère Shenmue comme « un monument sur l'autel de la Dreamcast, la référence en matière de jeu de rôle. On ne peut qu'applaudir un tel tour de force technique et artistique. ». Pour Console Plus, « avec Shenmue on peut enfin parler d'une nouvelle façon de jouer », le magazine lui met la note de 91/100 pour la version japonaise, et la même note quelques mois plus tard pour la version européenne. Joypad se dit époustouflé par les décors calculé en temps réel. GameSpot écrit que si Shenmue est loin d'être parfait, c'est bien une véritable révolution, (« Indeed, while Shenmue is revolutionary, the game is far from perfect. » en anglais).
En 2014, Mike Diver revient sur Shenmue dans le journal anglais The Guardian. Pour lui, en 1999 le jeu était impressionnant visuellement, tout en ayant bien vieilli et en restant beau aujourd'hui sur une télévision HD. En revanche, le journaliste note que les dialogues ont mal vieilli. En effet les mêmes phrases étant très souvent prononcées par Ryo, ne correspondent pas toujours à la situation. En revanche le jeu plonge totalement le joueur dans la culture japonaise, aussi bien par ses décors que par les centaines de petits détails dont fourmille le jeu, comme la façon dont Ryo respecte les personnes qu'il rencontre, la manière dont il enlève ses chaussures lorsqu'il arrive chez lui, et bien d'autres petites choses qui rendent le jeu très réaliste.
Les graphismes du jeu ont été fortement appréciés pour leur avance technologique. En 2009, le site IGN décerne à Shenmue le prix de la plus « mémorable avancée des graphismes » (« Most Memorable Graphical Jump » en anglais) dans leur classement des meilleurs graphismes de tous les temps. En 2010, le site Ugo.com classe Shenmue deuxième dans sa liste des « 15 Jeux en avance sur leur temps », citant principalement « l'ambition » d'un titre « avant-gardiste » avec les effets météorologiques impressionnants, le cycle jour/nuit et la taille des environnements.
En revanche la maniabilité du jeu est particulièrement critiquée dès sa sortie, ainsi que ses longues phases d'attentes entre deux évènements, la longueur de ses cinématiques et le manque de difficulté. Pour Jeuxvideo.com, « le jeu ressemble plus à une balade qu'à un parcours du combattant pour hardcore gamer. ». Le jeu peut effectivement rebuter certaines personnes, car il a une approche différente des autres jeux de l'époque. En effet le rythme du jeu est lent, et on ne profite vraiment du jeu qu'en prenant le temps d'apprécier ses décors et son ambiance.
Dans un numéro spécial sur les liens unissant jeu vidéo et cinéma, la revue Mad Movies décrit Shenmue comme un jeu au "sens de la narration renversant" et le qualifie de "plus beau jeu du monde". Regrettant que le grand public ait boudé le jeu, Mad Movies le considère comme un chef-d'œuvre à la « splendeur délaissée » et conclut que "par un précieux brassage autant artistique qu'émotionnel qui le rend universel et unique, Yu Suzuki crée le TOUT du jeu vidéo."

### Commercial
Shenmue sort en décembre 1999 au Japon. On apprend en mars 2000 lors du bilan financier de Sega que le jeu a connu un démarrage en trombe, mais les ventes se sont progressivement essoufflées. Le jeu se vend finalement à un peu plus de 1,2 million de copies, ce qui fait de lui un des best-sellers de la Dreamcast. Cependant, ce chiffre fut insuffisant pour renflouer le coût de développement du jeu et fut considéré comme un échec commercial. Selon le Président de Sega of America de l'époque, Shenmue s'est très bien vendu mais ne pouvait en aucun cas être rentable à cause du faible nombre de Dreamcast dans les foyers du monde entier. Shenmue était un jeu trop ambitieux, trop gros, un titre sorti trop tôt sur une machine qui ne se vendait pas suffisamment. Ça n'empêche pas le titre d'AM2 de recevoir un succès critique incontestable, les tests de l'époque s'accordant à dire que malgré ses défauts, Shenmue était une expérience unique.
Shenmue étant le jeu vidéo le plus cher à réaliser de l'histoire à l'époque (47 millions de dollars), Sega comptait beaucoup sur lui (avec Metropolis Street Racer) afin de faire vendre la Dreamcast, alors en chute libre. Si les ventes aux États-Unis sont excellentes, Shenmue réalise des scores moyens au Japon et en Europe malgré les très bonnes critiques de la presse à son égard et son originalité. Finalement, le premier épisode ne rentabilise pas le budget consacré en lui et les ventes de la Dreamcast ne décollent pas. Des raisons récurrentes sont évoquées à propos de cet échec hors États-Unis :
- Au moment de la sortie de Shenmue, même si chaque possesseur de Dreamcast avait acheté Shenmue sans exception, le projet n'aurait pas non plus été rentabilisé. Cela était dû au parc trop restreint de la Dreamcast, que n'avait pas prévu Sega au moment de financer Shenmue.
- Loin derrière les campagnes de publicité cultes de la Mega Drive en son temps, celle de la Dreamcast fut relativement discrète. Il en est de même avec Shenmue où Sega comptait sur le bouche-à-oreille pour favoriser la découverte du jeu[réf. nécessaire].
- Le jeu était en décalage avec l'époque. Yū Suzuki a en effet décidé de placer l'histoire en 1987 car il avait écrit le scénario cette année-là ; la transposer à notre ère aurait sans doute posé des problèmes de contexte[réf. nécessaire].
- Le jeu n'a pas été traduit dans de nombreuses langues.
- Chose rare dans le milieu du jeu vidéo à haut budget, Shenmue traite de sentiments sérieux, personnels et évite la surenchère de violence : tous les combats se font à mains nues et bien que Ryo ressente le besoin de se venger, il devra toujours apprendre le respect d'autrui et le contrôle de soi pour améliorer son style de combat. Une philosophie mal mise en avant par Sega quand le paysage vidéo-ludique favorise des jeux d'actions plus libérés.
- L'histoire personnelle qu'éprouve Ryo et le concept de jeu imposent au joueur une certaine patience et de l'implication : en effet, les phases d'exploration sont souvent nécessaires (comme demander le chemin à un passant régulièrement), les dialogues sont nombreux et l'action, bien que présente, est reléguée au second plan. Cela a valu à Shenmue certaines critiques comme celui d'être un jeu « contemplatif », alors que le titre se démarquait admirablement d'un point de vue technico-ludique[réf. nécessaire].

Dans la foulée du premier, Sega-AM2 a développé le second épisode de Shenmue. Mais comme son prédécesseur, les ventes s'avèreront insuffisantes.

## Postérité
Shenmue, malgré de faibles ventes, reste un élément important du paysage vidéoludique. Il est souvent considéré comme étant l'un des meilleurs jeux de la Dreamcast. Pourtant il n'apparaît pas dans le classement de IGN des 25 meilleurs jeux de la Dreamcast. Les lecteurs du site ont été tellement surpris, qu'un article a été édité pour expliquer pourquoi. Mais IGN le cite comme étant l'amélioration graphique la plus significante que la dreamcast a apporté.
- Des rééditions du jeu ont souvent été demandée par les joueurs. En 2009, IGN le cite parmi les 10 jeux Dreamcast qui mériterait une sortie sur le PSN[83].
- Yakuza est un jeu vidéo commercialisé par Sega en 2006 ressemblant à la fois à Shenmue et à Grand Theft Auto. Il reprend grosso modo le concept de Shenmue mais dans un contexte plus sobre et plus violent. En lien notamment, une carte à zones délimitées où le joueur se balade librement, différents mini-jeux, un système de combat… S'il n'est pas aussi bien réalisé que Shenmue, Yakuza est un succès au Japon, ce qui lui donnera plusieurs suites non prévues.
- Les possesseurs de Shenmue II avaient la possibilité de réutiliser leur sauvegarde de Shenmue et ainsi de jouir de tous leurs acquis dans le 1er opus : objets, coups appris et argent.
- Shenmue a par la suite été parodié par le MMORPG Dofus, qui comporte un boss se nommant le « Chêne Mou ».
- Il existe dans le jeu Duke Nukem Forever un succès en référence à Shenmue du nom de « T'as le bonjour de Ryo ! ».
- Ryo Hazuki apparait en tant que personnage jouable dans le jeu Sonic and Sega All-Stars Racing sorti en 2010[84].
- Dans leur album Deux Frères, sorti en 2019, les rappeurs français PNL nomment une des chansons Shenmue en référence au jeu.